# Marc Valiente
Marc Valiente Hernández (Granollers, 29 marzo 1987) è un ex calciatore spagnolo, di ruolo difensore.

## Palmarès

### Club

#### Competizioni nazionali
- Coppa d'Israele: 1

Maccabi Haifa: 2015-2016
- Coppa di Serbia: 1

Partizan: 2018-2019

### Nazionale
- Campionato d'Europa Under-19: 1

2006